# Idiosoma hirsutum
Idiosoma hirsutum là một loài nhện trong họ Idiopidae.
Loài này thuộc chi Idiosoma. Idiosoma hirsutum được Barbara York Main miêu tả năm 1952.